# Messatoporus terebrator
Messatoporus terebrator là một loài tò vò trong họ Ichneumonidae.